# Harriet Brooks
Harriet Brooks   (Exeter, 2 de juliol de 1876 - Montreal, 17 d'abril de 1933) va ser una física nuclear canadenca, la primera del seu país en ser-ho. És coneguda per la seva investigació en radioactivitat i, per la magnitud de les seves capacitats, ha estat comparada a Marie Curie. Va descobrir el retrocés atòmic i la transmutació d'elements en desintegració radioactiva i va ser una de les primeres persones a descobrir el radó i a intentar determinar la seva massa atòmica.

## Estudis i primers treballs a Montreal
Harriet Brooks va néixer l'any 1876 a la ciutat d'Exeter a la província d'Ontario, al Canadà. Més tard, la seva família s'instal·là a Mont-real on, l'any 1894, Brooks es va inscriure al College Victoria de la universitat McGill, només sis anys després que s'hi gradués la primera estudiant. Tot i que en els darrers anys de la seva llicenciatura va obtenir una beca d'estudis, durant els primers anys d'estudis la discriminació de gènere no li havia permès gaudir-ne. L'any 1898 es va graduar en matemàtiques i filosofia natural i va rebre el premi Anne Molson Memorial per un rendiment excepcional en matemàtiques. D'aleshores ençà va treballar sota la direcció d'Ernest Rutherford, que en aquell moment tenia la càtedra de Física de la universitat McGill, i que li va dirigir el seu treball de postgrau. Va col·laborar en la recerca de Rutherford sobre la radioactivitat, publicant, entre d'altres treballs, Amortissements de les oscil·lacions elèctriques.
El mateix any 1898, Marie Curie i Gerhard Carl Schmidt van descobrir, independentment l'un de l'altre, la radioactivitat del tori, descobriment que va encaminar la carrera de Brooks durant els dos anys següents cap a estudiar les emanacions d'aquest element. La seva recerca va concloure exitosament, en tant que va poder determinar l'emanació del tori com un gas de pes atòmic més baix que l'element original. Aquest treball es va publicar l'any 1901 a les Transactions of the Royal Society of Canada sota el títol The New Gas from Radium (El nou gas del radi), que tractava del gas elemental conegut actualment com el radó. El mateix any 1901, Brooks va aconseguir el postgrau, esdevenint la primera dona de la universitat McGill en obtenir-lo. Ernest Rutherford, director del seu treball de postgrau, va afirmar que les seves capacitats científiques eren comparables a les de Marie Curie.

## Estudis i treballs als Estats Units i a Europa
Com a continuació del seus estudis sobre la radioactivitat, Harriet Brooks va marxar a la universitat privada d'arts lliberals per a donesa Bryn Mawr College de Pennsilvània, als Estats Units, gràcies una beca per als estudis de doctorat. Un cop allà, va obtenir també la prestigiosa beca Bryn Mawr. L'any 1902 va obtenir la beca President's European Fellowship, per continuar la seva formació en una institució europea d'alt nivell. Rutherford va aconseguir que Brooks prengués aquesta beca al seu antic laboratori a la Universitat de Cambridge, on va treballar a l'equip del físic Joseph John Thomson, i Brooks es va convertir en la primera dona a estudiar al laboratori Cavendish. Durant aquesta estada, hi va realitzar la primera mesura de la vida mitjana del radó, malgrat el poc interès del seu supervisor, que únicament es preocupava de la seva pròpia investigació.
El radó presenta nombrosos isòtops, dels quals Brooks va estudiar el radó 220, provinent de la cadena de desintegració del tori 232, via el radi 224. El valor de la vida mitjana obtingut en la seva recerca era d'un minut, i el valor admès actualment és de 55,6 segons.
Després de la seva etapa a Anglaterra, l'any 1903 va tornar a l'equip de Rutherford a la universitat McGill. Durant la seva estada, va estudiar el fenomen de la radioactivitat induïda, en la que una placa de material no radioactiu esdevé radioactiva quan se situa dins un entorn radioactiu. El 1904 va acceptar una plaça de tutora en Física al Barnard College de Nova York, afiliat a la Universitat de Colúmbia. Hi va treballar fins a l'any 1906, quan va ser obligada a dimitir perquè es va comprometre en matrimoni. A continuació va marxar a treballar un any a París, al laboratori de Marie Curie a l'Institut del Radium, per traslladar-se un any després a la Universitat de Manchester.

## Vida familiar
L'any 1907 es va casar amb Frank Pitcher, fet que va posar fi a la seva carrera d'investigadora amb només 31 anys. Juntament amb el seu marit va anar a viure a Mont-real, i va tenir tres fills. Harriet Brooks va morir el 17 d'abril de 1933 a Mont-real a l'edat de 56 anys d'un "trastorn de la sang", possiblement una leucèmia causada per l'exposició a la radiació.
L'obituari del New York Times el 18 d'abril de 1933 la va qualificar com la "descobridora del retrocés d'un àtom radioactiu" i Rutherford va escriure una necrologia elogiant-la a la revista Nature.

## Redescoberta
Pel públic general, Harriet Brooks va restar pràcticament desconeguda fins a l'any 1992, amb la publicació de la seva primera biografia, per Marelene Rayner-Canham i Geoff Rayner-Canham: Harriet Brooks: Pioneer Nuclear Scientist. Abans, el seu nom apareixia en un treball de Mary Elvira Weeks d'història de la química publicat l'any 1935, dos anys després de la seva mort: Discovery of the Elements. Cap a finals dels anys 1980, Rayner-Canham va trobar en aquest treball una foto de Harriet Brooks datada del 1898, tot i que sense identificar. Després d'investigar l'Arxiu de la universitat McGill i l'Arxiu Rutherford de la universitat de Cambridge, els Rayner-Canham van tenir la sort de trobar Margaret Gillette, que escrivia una compilació de biografies de dones que havien estudiat estudiat a McGill. Ella els va donar el contacte de Paul Brooks Pitcher, l'últim fill supervivent de Harriet Brooks, que els va proporcionar documents i informació de la seva mare.

## Possibles raons per l'oblit
Harriet Brooks va col·laborar amb Ernest Rutherford, J. J. Thomson i Marie Curie, produint resultats i publicacions de primer nivell en el camp de la radioactivitat. No obstant, la seva feina ha restat pràcticament en l'oblit. Una de les explicacions que donen Rayner-Canham en el seu treball prové del sociòleg americà Robert Merton, que ho justifica per l'efecte Matthieu: els resultats científics beneficien únicament les institucions i els investigadors de més renom, per detriment d'aquells en segon terme. La historiadora de les ciències americana Margaret Rossiter precisa que aquest efecte és més marcat, encara, pel que fa a les dones científiques, el que anomena l'efecte Matilda; segons el qual els resultats obtinguts en el moment de col·laboracions mixtes entre investigadors i investigadores són sovint atribuïts únicament als col·legues masculins.

## Distincions i reconeixement pòstum
A la dècada de 1980, es va reconèixer la importància de les contribucions de Harriet Brooks a la física en el camp de la ciència nuclear. Va ser la primera persona que va demostrar que la substància radioactiva emesa pel tori era un gas amb un pes molecular de 40 a 100, un descobriment crucial per a la determinació de la transmutació dels elements en desintegració radioactiva. En vida, va poder optar a una beca europea del Bryn Mawr College i va ser membre electe de la Societat de física de la universitat McGill.
De manera pòstuma, les seves descobertes van comportar diverses distincions i reconeixements. Així, el 2002, 69 anys després de la seva mort, va ser admesa al Saló de la Fama de la Ciència i l'Enginyeria del Canadà. Posteriorment, la Revue canadienne de physique li va retre homenatge a la coberta del seu número de gener 2015 i un any després va obrir les portes l'edifici Harriet Brooks dels Laboratoris nuclears de Chalk River. Finalment, el novembre del 2017 els Serveis Compartits del Canadà van commemorar dos científics canadencs, Harriet Brooks i Kenneth Hare, posant el seu nom a dos supercomputadors.

## Cita
| «                                                           | I think it is a duty I owe to my profession and to my sex to show that a woman has a right to the practice of her profession and cannot be condemned to abandon it merely because she marries. I cannot conceive how women's colleges, inviting and encouraging women to enter professions can be justly founded or maintained denying such a principle. (Penso que és un deure que tinc amb la meva professió i amb el meu sexe, mostrar que una dona té dret a dur a terme la seva professió, i no pot ser condemnada a abandonar-la només perquè es casa. No puc entendre com les universitats femenines, que conviden i encoratgen les dones a construir la seva pròpia carrera, es poden mantenir o tenen un fonament just, negant aquest principi.) | » |
| — Harriet Brooks, Harriet Brooks: Pioneer Nuclear Scientist | |   |

## Publicacions
- The New Gas from Radium. A: Transactions of the Royal Society of Canada. sèrie 2, vol. 7, 1901, secció III, p. 21–25. (en línia) (en col·laboració amb Ernest Rutherford)
- New Gas from Radium. A: The Chemical News and Journal of Physical Science, vol. 85, 1902, p. 196–197. (en col·laboració amb Ernest Rutherford)
- Comparison of the Radiacions from Radioactive Substàncies. A: Philosophical Revista, sèrie 6, vol. 4, núm, 19, 1902, p. 1–23, DOI:10.1080/14786440209462814. (en col·laboració amb Ernest Rutherford)
- Volàtil Product from Radium, Nature, vol. 70, p. 270, 1904, DOI:10.1038/070270b0.